# Princess Nora bint Abdul Rahman University
Die Princess Nora bint Abdulrahman University (PNU; arabisch جامعة الأميرة نورة بنت عبد الرحمن, DMG Ǧāmiʿat al-Amīra Nūra bt. ʿAbd ar-Raḥmān) ist eine Universität in Saudi-Arabien und die weltweit größte Universität nur für Frauen. Sie besteht aus 32 Campus-Komplexen und einer neuen Bibliothek, die in der Lage ist, 4,5 Millionen Bände zu beherbergen.

## Geschichte
Die Universität wurde als Riyadh University for Women im Jahr 1970 gegründet. König Abdullah ibn Abd al-Aziz eröffnete 2007 offiziell die erweiterte und in Princess Nora bint Abdulrahman University umbenannte Universität. 
Sie verfügt heute u. a. über ein 700-Betten-Lehrkrankenhaus sowie Forschungszentren für Nanotechnologie, Informationstechnologie und Biowissenschaften.